# Neoscorpaena nielseni
Neoscorpaena nielseni är en fiskart som först beskrevs av Smith, 1964.  Neoscorpaena nielseni ingår i släktet Neoscorpaena och familjen Scorpaenidae. Inga underarter finns listade i Catalogue of Life.